# Perpanden
Perpanden is een bestuurslaag in het regentschap Deli Serdang van de provincie Noord-Sumatra, Indonesië. Perpanden telt 2020 inwoners (volkstelling 2010).